# ナストーイチヴイ (駆逐艦・2代)
ナストーイチヴイ(ロシア語:Настойчивыйナストーイチヴィイ)は、ソ連・ロシア連邦の駆逐艦である。ソ連海軍・ロシア海軍では、艦隊水雷艇(Эскадренный миноносец)に分類された。ロシア語で「根気強い、粘り強い」といった意味の艦名は、56号計画型駆逐艦の先代艦から受け継いだものである。2007年現在、ロシア海軍バルト艦隊の旗艦となっている。2007年現在、艦長はオレーク・ヴァシーリエヴィチ・グリシャン海軍中佐である。

## 概要

### 建造
1987年12月30日、956-A 「サルィーチ」設計艦隊水雷艇の2番艦となる工場番号第876号艦がソ連海軍に登録された。この艦は、1989年にレニングラート(現サンクトペテルブルク)の第190造船工場(A・A・ジュダーノフ記念工場、現セーヴェルナヤ・ヴェールフィ)で起工、「モスクワのコムソモール員」という意味のモスコーフスキイ・コムソモーレツ(Московский Комсомолецマスコーフスキイ・カムサモーリェツ)という艦名を与えられた。1991年6月には進水した。
しかし、そののちソ連は崩壊、モスコーフスキイ・コムソモーレツの所属もロシア海軍に移った。また、共産主義的な艦名も時代にそぐわないものとなり、1992年2月15日にはナストーイチヴイと改称された。1992年12月30日には竣工となった。起工は前艦ベスポコーイヌイの1年後であったが、ソ連崩壊の混乱の中、竣工はナストーイチヴイの方が9ヶ月程度早くなった。
1993年2月5日には二重赤旗受賞バルト艦隊に配属され、3月27日より実働体制に入った。ソ連崩壊後の海軍再編の中でバルト艦隊の保有していた2 隻の指揮巡洋艦が相次いで除籍されたため、ナストーイチヴイはバルト艦隊の旗艦に任命された。

### 活動
ナストーイチヴイは、ソ連邦解体後の混乱で財政の壊滅した1990年代を通じ良好な状態に維持され、活発に行動した。
配備間後もない1993年6月19日から6月26日にかけては、バルト海沿岸のドイツの都市キールを訪問し、続く6月28日から7月2日にかけては北海沿岸のヴィルヘルムスハーフェンを訪問した。なお、この訪問においてナストーイチヴイはキール運河を航行した最初のソ連およびロシア海軍艦艇となった。
1994年7月、ナストーイチヴイはフランスのルーアン港を訪問した。1996年7月には、ナストーイチヴイはバルト海諸国海軍合同演習「BALTOPS-96」に参加した。10月にはフランスのシェルブールを訪問し、露仏同盟100周年を祝った。1997年2月から4月にかけては遠征に赴き、20000 浬を航破した。アラブ首長国連邦のアブダビで開催された国際展示会にも展示された。
南アフリカ共和国の海軍創設75周年の祝典にもロシア海軍の代表として参加し、ケープタウンとサイモンズタウンへ赴いた。2000年5月には、ナストーイチヴイは戦時中に戦没した潜水艦S-8に対する敬意を表する式典に参加した。
2003年と2005年には「BALTOPS」に参加した。また、2005年には、隔年でサンクトペテルブルクで開催される兵器展示会IMDS-2005に新型潜水艦サンクトペテルブルクと共にロシアの海軍技術を代表する秀作艦として出展された。

### 表彰
1994年、1996年、1997年には、ナストーイチヴイはロシア海軍での防空部門における最高位を勝ち取った。1996年から1999年にかけては、砲撃部門における最高位をものにした。2000年から2001年にかけては、攻撃部隊の1 艦として戦闘種目と砲撃部門、戦術的戦闘準備の部門で最高位を獲得した。
1996年と1997年には、ナストーイチヴイはロシア最良の水上艦艇に認定された。1996年夏には、艦はロシア連邦大統領ボリス・エリツィンの訪問を受けた。エリツィンは、ナストーイチヴイ乗員たちが艦を戦時準備態勢に維持しており、武装や備品が整備の行き届いた状態であることを高く評価した。2000年7月には、艦はロシア連邦大統領ヴラジーミル・プーチンの訪問を受けた。

### 装備
装備は、ベスポコーイヌイより若干の変更が加えられている。ひとつは搭載レーダーの変更で、従来の「フレガートM」や「フレガートM2」に代え、建造時最新鋭の3次元レーダーMR-750「フレガートMA」が搭載された。
搭載ミサイルも改良され、艦対空ミサイルは、新型の「ヨーシュ」に更新された。これは9K37M1-2「ブークM1-2」の艦載型で、誘導方式がセミアクティヴレーダーと慣性誘導の複合式となり、射程は50 km、マッハ4以上の目標への対処が可能となっている。艦対艦ミサイルも3M80「モスキート」から射程延長型の3M92「モスキートM」に変更された。